# Francesco Scipione Maria Borghese

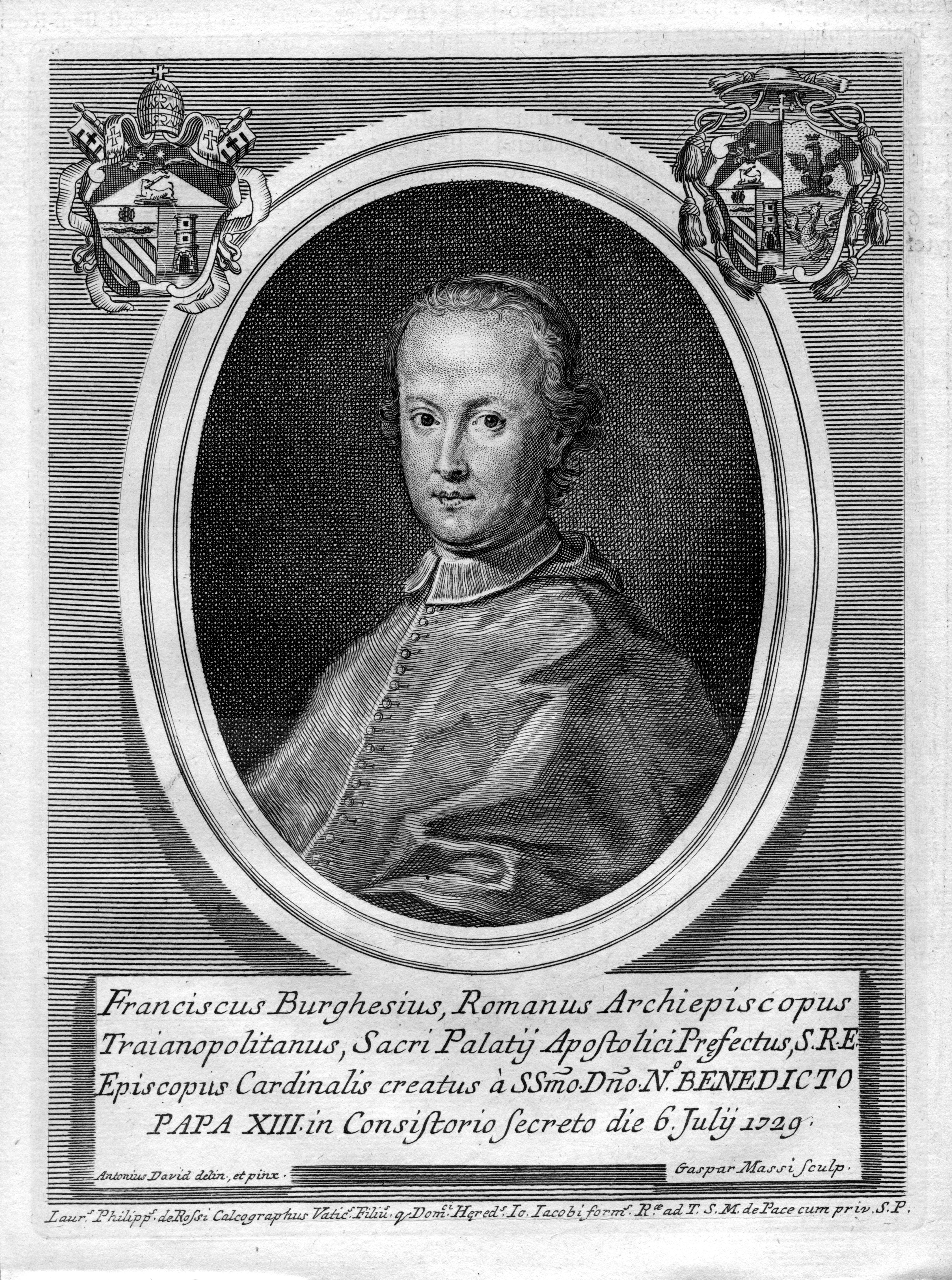
Kardinal Francesco Scipione Maria Borghese (zeitgenössischer Porträtstich von Gasparo Massi nach Louis-Antoine David)

Francesco Scipione Maria Borghese (auch Burghesius; * 20. Mai 1697 in Rom; † 21. Juni 1759 ebenda) war römisch-katholischer Bischof und Kardinal der Römischen Kirche.

## Leben
Geboren wurde er als sechstes von neun Kindern des Vizekönigs von Neapel Marcantonio Borghese und dessen Ehefrau Livia (oder Flaminia) Spinola aus dem Hause der Fürsten von Sant’Angelo. Sein Bruder Giacomo heiratete später eine Cousine des Kardinals Niccolò Coscia.
Francesco Scipione Maria Borghese studierte an der Universität La Sapienza in Rom und erwarb dort am 5. Oktober 1717 den Doktorgrad in Theologie; ferner wurde er am 1. April 1721 zum Doctor iuris utriusque promoviert. Einer seiner akademischen Lehrer war der bekannte Dominikanerpater Ignatius Hyacinthus Amat de Graveson. Nach seinem Studienabschluss wurde er Hausprälat Seiner Heiligkeit und am 9. September 1724 wurde er zum Referendar am Tribunal der Apostolischen Signatur ernannt. Die niederen Weihen empfing er am 29. Januar 1728, am 1. Februar desselben Jahres wurde er oberster Päpstlicher Kammerherr, er löste auf dieser Position Francesco Antonio Finy ab, der zum Kardinal erhoben worden war. Am 8. Februar desselben Jahres zum Subdiakon geweiht, empfing Francesco Scipione Maria Borghese am 19. Februar die Diakonen- und am 25. Februar die Priesterweihe.
Bereits am 8. März 1728 ernannte Papst Benedikt XIII. ihn zum Titularerzbischof von Traianopolis in Rhodope und am 14. März zum Päpstlichen Thronassistenten. Die Bischofsweihe spendete ihm der Papst selbst am 30. März 1728; Mitkonsekratoren waren die Kurienbischöfe Nicolas-Xavier Santamarie und Bernard-Antoine Pizzella. Am 26. März 1729 wurde Francesco Scipione Maria Borghese zum Präfekten des Apostolischen Palastes ernannt.
Benedikt XIII. erhob ihn am 6. Juli 1729 zum Kardinalat; den Kardinalshut und seine Titelkirche San Pietro in Montorio als Kardinalpriester empfing er am 3. August desselben Jahres. Francesco Scipione Maria Borghese nahm am Konklave 1730 teil, das Papst Clemens XII. wählte. Am 31. März 1732 wechselte er zur Titelkirche San Silvestro in Capite. Vom 27. Januar 1738 bis 1739 war er Kämmerer des Heiligen Kardinalskollegiums. Er war Teilnehmer des Konklave 1740, aus dem Benedikt XIV. als Papst hervorging, und wurde von Kaiser Karl VII. im Juli 1742 zum Protektor Deutschlands bestellt. Am 20. Mai 1743 wechselte er zur Titelkirche Santa Maria in Trastevere und wurde am 25. September 1752 Kardinalbischof des suburbikarischen Bistums Albano. In Albano Laziale ließ er einen Palast bauen, den er später der Diözese schenkte. Er war unter den wahlberechtigten Kardinälen, als beim Konklave 1758 Papst Clemens XIII. gewählt wurde. Am 12. Februar 1759 wechselte er auf den suburbikarischen Bischofssitz von Porto e Santa Rufina und wurde Kardinalsubdekan.
Francesco Scipione Maria Borghese starb am 21. Juni 1759 gegen vier Uhr nachmittags in Rom und wurde in einer Nebenkapelle der päpstlichen Basilika Santa Maria Maggiore beigesetzt. Er war der letzte noch von Papst Benedikt XIII. ernannte Kardinal.
Sein Neffe Scipione Borghese wurde 1770 ebenfalls zum Kardinal erhoben.